# Грасис, Карл Янович
Карл Янович Грасис (11 июня 1864, Лифляндская губерния, д. Старо-Ребальт — 10 декабря 1937, Москва) — советский коммунист, деятель силовых органов, редактор газет.

## Биография
В компартии с 1909 г. Из служащих. С 1908 включился в рев.кружки во время учёбы в Вицпиебалгской приходской шк. В 1909 учёба в Валмиерской учительской семинарии, не окончил. С 1911 учился в 6-м предпоследнем классе Николаевской гимназии в Риге, но не смог оплачивать учёбу и был исключен. Работал на заводах в Риге, состоял в Рижской СДЛК. С началом ПМВ занял неправильную парт. позицию и был временно исключен из партии.
В 1914 −1915 учёба в Народном Ун. Шанявского в Москве.
В декабре 1915 арестован, осужден к адм. высылке в Харьков, затем в Казань, с 1916 в Чебоксары. Продолжал ревдеятельнсть, амнистирован после Февральской революции.
В марте-апреле 1917 — Начальник Чебоксарской уездной милиции,
17 марта избран председателем Чебоксарского Совета,
В Мае 1917 года перешел на идейные позиции большевизма.
с июля 1917 — редактор газеты «Чебоксарская правда».
10 июля 1917 — арестован реакционерами,
20 сентября 1917 освобожден и до 20 марта 1918 года — председатель Казанского ГубКома РСДРП(б)-РКП(б).
В октябре-ноябре 1917 — председатель Казанского ВРК. Участник подготовки Октябрьской Революции в Казани, арестован 24 октября, 26 октября освобожден восставшими во время Корниловского мятежа и назначен председателем Временного ревкомитета до окончания его работы — 3 ноября 1917.
10 ноября 1917 — Начальник Чебоксарской уездной милиции.
С Декабря 1917 -редактор газеты «Знамя революции» в Казани, комиссар связи Казанского ВО, заведующий Литературным издательством РВС Восточного фронта, редактор газеты «Гражданская война».
В мае 1918 участвовал в совещании в Москве по созданию Татаро-Башкирской республики.
С августа 1918 года — комиссар Казанской ГубЧК.
С октября 1918 по март 1919 г. — председатель ЧК Каспийско-Кавказского фронта, Начальник Особого Отдела, Начальник и политкомиссар разведотдела штаба фронта в Астрахани.
14 ноября 1918 приказом N°3 Каспийско-Кавказского отдела РВС Южного фронта была создана обще фронтовая ЧК «с подчинением ей всех ЧК района действия» Каспийско-Кавказского отдела РВС Южного фронта. Политотделу РВС и Астраханском губкому предлагалось «выдвинуть кандидатов для назначения в состав коллегии означенной комиссии». Председателем комиссии назначался Карл Янович Грасис.
С ноября 1918 года по январь 1919 — председатель Общевойсковой ЧК Каспийско-Кавказского отдела Южного фронта, начальник Особого Отдела ВЧК Каспийско — Кавказского фронта.
С ноября 1918 по март 1919 года — Начальник Особого Отдела ВЧК Каспийско -Кавказского отдела Южного фронта, комиссар Развед. Отдела Штаба Каспийско-Кавказского фронта.
7 декабря 1918 для борьбы с контрреволюцией и шпионажем в пределах Астраханской и Ставропольской губернии, Дагестанской, Терской и Кубанской областях в районах действий 11-й и 12-й армий и Астрахано-Каспийской военной флотилии учреждался Особый Отдел при РВС Каспийско-Кавказского отдела РВС Южного фронта. Общефронтовая ЧК упразднялась и все её отделы переходили в Особый Отдел. Астраханская ГубЧК переходила в подчинение Особого отдела и должна была «беспрекословно выполнять [его] поручения» Начальником Особого отдела назначался Грасис К. Я.
С апреля 1919 года — комиссар Развед. Отдела Штаба Восточного фронта, редактор газеты «Заря» (Симбирск), заведующий Политико-просветительским отделом Симбирского Губ. Воен. Комиссариата.
С октября 1920 — председатель Центральной комиссии по борьбе с бандитизмом на железных дорогах Юга России, в Народном комиссариате просвещения и Главполитпросвета Украинской ССР, редактор газеты «Харьковский рабочий».
С августа 1921 по январь 1922 — в Народном Комиссариате РСФСР.
В апреле 1922 на излечении и на газетной работе в Крыму.
С октября 1925 — заведующий ИнформБюро Госиздательства.
В 1927 исключен из ВКП(б), 1933 -арестован. В 1937 заведующий Культурно-массовым сектором Газеты «Большевистская Сталь» (Сталинск, Новосибирская область)
Репрессирован
Арестован 21 октября 1937, приговорен ВКВС к ВМН. 10.12.1937 — расстрелян.
Реабилитирован в 1958 году.

## Предыстория
До 1917 года на этом месте находилась старинная усадьба «Хорошавка». Здесь был барский дом, хозяйственные постройки, красивый пруд в глубине леса. После революции усадьба пустовала десять лет. А в 1927 году здесь построил для себя дачу нарком внутренних дел СССР Генрих Ягода. Дом предназначался не для семейного отдыха, а для тайных совещаний и встреч с видными функционерами НКВД. Эта территория значилась в документах, как спецобъект ОГПУ «Коммунарка» — по названию подсобного хозяйства ОГПУ, которое находилось совсем недалеко.
В 1937 году Ягода был смещен с занимаемых постов и расстрелян. На его место пришел Николай Ежов. Сохранилась запись, сделанная им собственноручно, видимо, как пометка во время разговора со Сталиным: «Дачу Ягоды – чекистам».
По всей видимости, идея превратить уединенную лесную усадьбу в место казней возникла потому, что Бутовского полигона к тому времени уже было недостаточно.

## История
С 1937 по 1941 год спецобъект «Коммунарка» служил местом казней и захоронений лиц, осужденных Военной коллегией Верховного суда СССР. Первые расстрелы состоялись здесь в октябре 1937 года. Первыми жертвами стали осужденные сотрудники НКВД. Судя по всему, «Коммунарку» первоначально и предназначали именно для казней чекистов. Однако, очень скоро сюда для расправ стали привозить и представителей других структур. Особенно много осужденных было в 1938 году. Два года, предшествовавших началу войны, были относительно спокойными. В начале 1941 года кровавая машина вновь заработала в полную силу.
Однако, скоро стало не до массовых казней. «Коммунарка» оказалась заброшенной. Дом сгорел, другие строения обветшали. Но до самого конца 80-х годов территория «Коммунарки» тщательно охранялась.

## Процедура расстрела на «Коммунарке»
Как правило, приговор приводился в исполнение немедленно, дожидались лишь ночи. Правда, иногда, когда приговоренных было очень уж много, осужденным приходилось ждать от нескольких дней до недели.
Людей доставляли на «спецобъект» из тюрьмы в специальных автомобилях. Приговоренные к казни выпрыгивали из них, громко называли фамилию, статью по которой были осуждены и другие «установочные данные», после чего их препровождали в специальный барак. Там происходила сверка: исполнители приговора должны были убедиться, что перед ними именно то лицо, фамилия которого значится в «расстрельном списке». После этого осужденных по одному отводили к траншее, выкопанной накануне (копать приходилось вручную, поскольку экскаватор в лес загнать было трудно), и пускали ему пулю в затылок. Иногда в одну ночь палачи отправляли в иной мир сотни людей. После казни расстрельная команда удалялась в специальное помещение, где была приготовлена выпивка и закуска, а врач и его помощники фиксировали смерть казненных и пересчитывали их.  

## Количество жертв
В 1993 году Министерство безопасности России опубликовало экспертную оценку количества людей, расстрелянных на спецобъекте «Коммунарка» — от 10 до 11,4 тысяч человек. Из них поименно известны менее 5 тысяч человек (данные общества «Мемориал»*). Больше всего жертв было с 27 по 29 июля 1941 года – более 500 человек за три дня. 16 октября 1941 года, когда немцы рвались к столице, а в Москве царила паника, в «Коммунарке» расстреляли более 200 человек.

## Кто был здесь расстрелян
«Коммунарка» была местом ухода из жизни для «избранных», представителей элиты, поэтому имена многих казненных здесь знает вся страна. Это члены политбюро ВКП (б) Н. Бухарин, А. Рыков, начальник охраны Ленина, А. Беленький, заместитель Дзержинского, Я. Петерс, писатель Б. Пильняк, муж Марины Цветаевой, С. Эфрон, генерал-майор С. Мищенко, генерал-майор А. Верховский, множество видных военных, а также ученых, врачей, священников.
Здесь же окончили свои дни граждане 11-ти государств, видные коммунисты Германии, Латвии, Румынии, Франции, Турции, Финляндии, Великобритании и т.п. В июле 1941 года на «Коммунарке» расстреляли почти в полном составе правительство Монголии.

## Современное состояние
В 1999 году «Коммунарка», доселе принадлежавшая ФСБ, была передана в ведение Русской православной церкви. В настоящее время здесь расположен мемориальный комплекс «Спецобъект «Коммунарка»» и храм Святых Новомучеников и исповедников Российских.